# Distillateur solaire
Un distillateur solaire est une technique passive, nécessitant des moyens limités pour distiller de l’eau salée, saumâtre ou souillée (par ex. contenue dans le sol ou provenant d’un cours d’eau) grâce à la chaleur du Soleil. Ce procédé élimine les impuretés telles que le sel, les métaux lourds et les micro-organismes.
Le distillateur solaire ne doit pas être confondu avec la cheminée solaire pour laquelle l'énergie solaire sert à chauffer de l'air faisant tourner des turbines afin de produire de l'électricité.

## Différents types
Les trois types de distillateurs solaires sont le puits, la boîte et sa variante, la pyramide.

### Le puits solaire

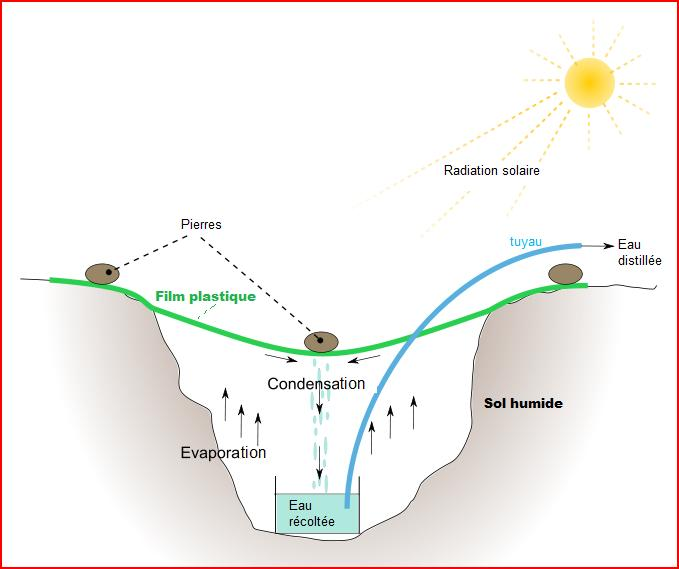
Puits solaire

Dans le puits solaire, l’eau présente dans le sol s’évapore, chauffée par les rayons du Soleil traversant un film en plastique. La vapeur d’eau (ainsi que les éventuels solvants volatils inclus dans le sol) se condense sur la face interne du film, plus froide, et s’écoule vers son point bas central tendu par un poids. Elle est ensuite collectée dans un récipient placé en dessous. L’eau distillée est récupérable par un petit tuyau qui permet de l’extraire à l’extérieur du puits. Le puits solaire est utilisé comme système de survie.

### La boîte solaire

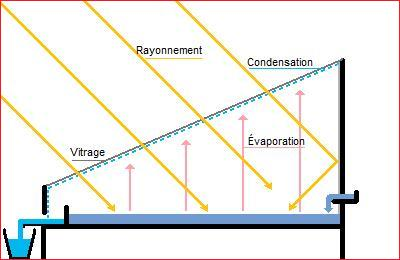
Boîte solaire

Dans la boîte solaire, l'eau est ajoutée manuellement ou de manière automatique par un système à flotteur. L’énergie solaire traversant la vitre supérieure de la boîte, chauffe l’eau jusqu’à son point d’évaporation. La vapeur d’eau produite se condense sur la vitre relativement plus froide. Celle-ci, en pente légère, conduit l’eau distillée vers un récipient de stockage.

### La pyramide solaire

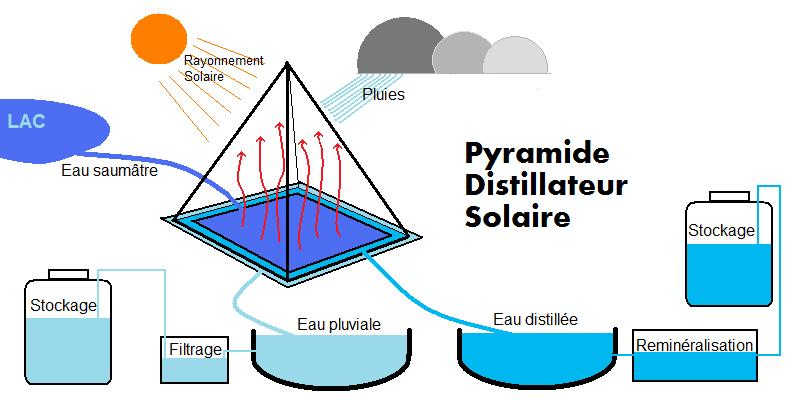
Pyramide solaire

La pyramide solaire est une variante de la boîte solaire permettant une production élevée d’eau potable grâce à une grande surface de condensation. Elle peut couvrir les besoins de base en eau potable d'une centaine d’habitants en zones tropicales et subtropicales. Dans les pays de mousson, la pyramide solaire peut être combinée avec un système de récupération des eaux de pluie. Une pyramide solaire d’une surface de plusieurs centaines de mètres carrés située dans des conditions tropicales favorables peut produire jusqu’à 1 000 litres d’eau potable par jour. L'alimentation en eau à traiter se fait, selon les cas, soit avec de l'eau de mer soit avec de l'eau provenant d'un lac ou d'une rivière. L’installation est complétée par un système de reminéralisation de l’eau distillée. L’énergie nécessaire à gonfler une pyramide en film plastique peut être obtenue par des panneaux photovoltaïques avec un système de batteries de secours. Un générateur électrique peut être nécessaire pour les opérations de pompage, nettoyage ou de maintenance. Des cônes solaires gonflables sont des variantes déjà installées en zones tropicales et subtropicales.